# Trattato di Alcáçovas
Il trattato di Alcáçovas, noto anche come pace di Alcáçovas o trattato di Alcáçovas-Toledo, fu un accordo firmato il 4 settembre 1479 tra i rappresentanti di Alfonso V di Portogallo da una parte e quelli dei re cattolici (Isabella I di Castiglia e Ferdinando II d'Aragona) dall'altra. Tale trattato pose fine alla guerra di successione castigliana e nel contempo fu il primo passo per la ripartizione delle sfere di influenza atlantiche e africane della Spagna, che si stava formando come entità statuale in quegli anni, e del Portogallo.

## Clausole principali
Il trattato di Alcáçovas, integrato dalle cosiddette Mediazioni di Moura (in spagnolo Tercerías de Moura), firmate lo stesso giorno nella città portoghese di Moura, si articolò in una serie di accordi:
- suddivisione delle zone di influenza nell'Atlantico, con il riconoscimento della sovranità castigliana sull'arcipelago delle Canarie, mentre le Azzorre, Madera, la Guinea, il regno di Fez (nell'odierno Marocco) e le isole del Capo Verde vennero assegnate al Portogallo
- rinuncia al trono castigliano di Alfonso V di Portogallo, con l'implicito riconoscimento di Isabella come sovrana di tale regno
- rinuncia di Isabella e Ferdinando II d'Aragona al trono portoghese
- destino di Giovanna la Beltraneja, nel caso avesse abbandonato il convento dove aveva intenzione di ritirarsi (vi entrò nel novembre 1479)[2]
- contratto matrimoniale fra Giovanni, erede al trono portoghese, e Isabella, primogenita dei re cattolici ed erede al trono spagnolo
- perdono generalizzato a tutti i sostenitori castigliani di Giovanna, i cosiddetti  Juanisti, che nel corso della guerra di successione castigliana avevano impugnato le armi contro Isabella

Il trattato fu ratificato dal re del Portogallo il giorno 8 settembre 1479 a Lisbona e da Isabella I di Castiglia e Ferdinando II d'Aragona il 6 marzo 1480, a Toledo, sede della loro corte. Per tale ragione è anche noto, come è stato già precedentemente indicato, come trattato di Alcáçovas-Toledo.
Il papa Sisto IV confermò nel 1481 le clausole del trattato nella bolla Aeterni regis.

## Importanza e conseguenze ulteriori
Il trattato di Alcáçovas è un testo fondamentale nella storia del colonialismo, in quanto è il primo dei documenti internazionali ad esplicitare il fatto che gli europei si attribuiscono il potere di dividere il resto del mondo in “zone di influenza” e di colonizzarne i territori, considerati terrae nullius, senza dover tener conto del consenso di eventuali popoli nativi. Questo principio rimarrà ammesso nelle teorie e nelle pratiche degli europei fino alle decolonizzazioni del XX secolo. Il trattato di Alcáçovas può essere considerato come l'antenato di vari successivi trattati basati sullo stesso principio: Trattato di Tordesillas del 1494, che conferma i limiti delle terre da esplorare assegnate a Spagna e Portogallo dopo il primo viaggio di Colombo, conferenza di Berlino del 1884 che, quattro secoli più tardi, divide tutto il continente africano in sfere d'influenza, accordo Sykes-Picot del 1916, tramite il quale francesi e britannici si condividono la dominazione di gran parte del Medio Oriente.